# حزب البيئة المغربي
حزب البيئة المغربي والمعروف أيضًا باسم الحزب الديموقراطي الأمازيغي هو حزب سياسي مغربي تأسس في عام 2005 وحُظر في نوفمبر 2007 ليتم حله قضائيا في أبريل 2008. لا توجد أي علاقة بين الحزب وحزب الخضر العالمي ولم يتم إعادة تأسيسه قانونيًا حتى في ظل الاسم الجديدة.

## برنامج الحزب
عرض الحزب بعد تأسيسه برنامجًا سياسيا يضم الأهداف التالية:
1. تعزيز التنوع الثقافي والهوية اللغوية والدينية والفدرالية في المغرب
2. تعزيز العلمانية
3. التنمية المستدامة
4. الدفاع عن التنوع البيولوجي
5. تعزيز حقوق الإنسان واحترام الاتفاقيات الدولية المتعلقة بها

## الوضع القانوني في المغرب
تأسس الحزب في يونيو 2005 باسم الحزب الديمقراطي الأمازيغي المغربي من طرف عمر اللوزي والذي كان عضوا سابقا في حزب الحركة الشعبية وأحد مؤسسي المؤتمر الأمازيغي العالمي.
تم حل الحزب بقرار من المحكمة الإدارية بالرباط في 17 أبريل 2008. وسبق حظره من قبل وزارة الداخلية المغربية في 25 نوفمبر 2007 لأن اسمه ينتهك القانون المغربي الخاص بالأحزاب السياسية والذي يحظر قيام الأحزاب على أساس العرق أو الدين.
قام أعضاء الحزب باستئناف الحكم لدى محكمة النقض في المغرب كما حاولوا إعادة تأسيسه قانونًا تحت اسم جديد (حزب البيئة المغربي) ولكن دون جدوى.

## الوضع الدولي
لا توجد أي علاقة بين حزب البيئة المغربي وحزب الخضر العالمي وهو التجمع الدولي للأحزاب الخضراء.
يوجد على الأقل حزبان سياسيان آخران في المغرب لهم سياسات خضراء وهما: حزب البيئة والتنمية المستدامة (خلف حزب البيئة والتنمية والذي اندمج في حزب الأصالة والمعاصرة) والحزب الأخضر اليساري (منشق عن الحزب الاشتراكي الموحد).

## شخصيات الحزب
- عمر لوزي
- أحمد الدغرني

## روابط خارجية
- الإعلان الرسمي عن تأسيس الحزب الديموقراطي الأمازيغي